# 克里斯蒂娜·拉泽
克里斯蒂娜·拉泽（德語：Christine Laser，1951年3月19日—），旧姓博德纳（Bodner），德国女子田径运动员。她曾代表东德参加1972年、1976年和1980年夏季奥林匹克运动会田径比赛，其中1976年奥运会获得一枚银牌。